# Anarhija
Anarhija dobesedno pomeni odsotnost hierarhije. Izvirni grški izraz ἀναρχίᾱ je sestavljen iz osnov  a(n) v pomenu »brez« in arkhe v pomenu »vladavine, prednosti v socialni hierarhiji«. Anarhija je že v starogrškem času postala sinonim za nered in kaos, v času, ko je francoska revolucija dosegla svoj vrhunec, pa je ta izraz v pejorativnem pomenu v svojem govoru pred konventom 10. maja 1793 npr. uporabil tudi Maximillien de Robespierre.  Pri tej uporabi je izraz anarhija sopomenka za politični kaos/nered, ki ga imenujemo anomija. V novejšem času se je izraz anarhija pojavil za označevanje anarhističnega reda in za označevanje odnosov med državami v teoriji mednarodnih odnosov. Izraz anarhija kot družba brez prednosti v socialni hierarhiji torej vsebuje vsaj tri možne pomene, pri čemer so si ti pomeni med seboj zelo nasprotujoči. 

## Trije možni pomeni besede anarhija
Besedo anarhija lahko uporabljamo v treh kontekstih: 
- akefalni družbeni red- to je splošni družbeni red brez prednosti v socialni hierarhiji. Akefalni družbeni red predstavlja anarhistični ideal. V takšni anarhiji ne obstaja kaos, ampak je red ustvarjen na drugačnih osnovah kakor pa hierarhični red. Primera takšnega reda v kompleksnejši družbi sta samoupravljanje in imperativni delegatski sistem pri zastopanju, med tem ko v preprostih družbah obstajajo akefalna plemena, ki ne poznajo vladavine. Primer takšne anarhistične ureditve srečamo npr. pri Samangih iz Malaje, kjer ni oblasti, kjer si pripadniki plemena vse delijo med seboj in ne poznajo kraje.[3] Oznako Anarhija je za označevanje družbenega reda brez prisilne avtoritete uporabil francoski politik, ekonomist in filozof Pierre-Joseph Proudhon v letih, ko je bil anarhist. Gre za politološko sporen izraz, ki ne zadošča za pravilno poimenovanje takšne družbene ureditve in tudi ne za poimenovanje politične filozofije in družbenih gibanj, ki se usmerjajo k doseganju tega cilja.
- anarhija v mednarodnem pravu pomeni stanje, v katerem ne obstajajo dominantna država, mednarodna pogodba ali kaos. Institucionalistično razumevanje mednarodne skupnosti opozarja na razliko med odnosi znotraj države, ki so utemeljeni na delovanju oblasti, in odnosi med državami, kjer takšne oblasti ni, posledica pa je mednarodna anarhija.[4]
- anomija,  kjer gre za družbeni nered/kaos. V pogojih anomije ne obstaja dominantna družbena sila, obenem pa je odsoten tudi vsakršen družbeni red. Nasilje in nadvladovanje posameznikov in posameznih skupinic je pogosto sporadično ter usmerjeno v doseganje trenutnih koristi, zato ne služi ustvarjanju prednosti v socialni hierarhiji. Tipičen primer anomije je ulično nasilje in plenjenje trgovin v času velikih družbenih nemirov ali naravnih nesreč. Anarhija v pomenu nereda se včasih uporablja tudi nepravilno. Kaotično stanje v Somaliji npr. nikakor ni anomična oblika anarhije, ampak je oblika despotizma, za katero je značilna uporaba sile s strani samo-oklicanih voditeljev.

Pojem anomija je smiselno razločiti od pojma anarhija. Ideal anarhistov je urejena družba, ki bi delovala na osnovi usklajenosti pogledov na red, kar ilustrira znameniti izrek Proudhona: »Najvišja popolnost družbe je v sozvočju med redom in anarhijo«. Tu je anarhija mišljena kot odsotnost prisile, nadvlade med ljudmi. To pa je možno le v odsotnosti anomije, v popolni skladnosti med pojmovanji članov družbe o redu in medsebojnih razmerjih.